# Baltinava
Baltinava (ryska: Балтинава) är en kommunhuvudort i Lettland.   Den ligger i kommunen Baltinavas novads, i den östra delen av landet, 210 km öster om huvudstaden Riga. Baltinava ligger 87 meter över havet och antalet invånare är 721.
Terrängen runt Baltinava är platt. Runt Baltinava är det glesbefolkat, med 9 invånare per kvadratkilometer. Närmaste större samhälle är Kārsava, 17,9 km söder om Baltinava. Omgivningarna runt Baltinava är en mosaik av jordbruksmark och naturlig växtlighet.